# Antigny-la-Ville
Antigny-la-Ville è un comune francese di 116 abitanti situato nel dipartimento della Côte-d'Or nella regione della Borgogna-Franca Contea.

## Società

### Evoluzione demografica
Abitanti censiti